# Beukenkorrelkopje
Het beukenkorrelkopje (Phleogena faginea) is een schimmel behorend tot de familie Phleogenaceae. Hij leeft saprotroof op het hout in grote groepen. Ze komen vooral voor op beuken, maar kunnen ook voorkomen op andere loofbomen op oude landgoederen en in oude bossen waar de bomen aan het aftakelen zijn.

## Kenmerken

### Uiterlijke kenmerken
Het vruchtlichaam is klein (tot 1 cm hoog). De steel is vertakt en de kleur van de steel is honingkleurig, onderaan donkerder, bovenaan wittig. De basis is schijfvormig. Aan het uiteinden van de takjes zitten de bolletjes. De bolletjes zijn 2 tot 4 mm in hoog en is korrelig. Het bolletje is in aanvang wittig-asgrijs. Naarmate de leeftijd vordert wordt hij bruin en ten slotte zwart. Ze groeien tussen scheurtjes in de bast of kaal hout van net afgestorven, maar nog staande bomen, of op takken van nog onverteerd hout. Ze komen met name voor in de late herfst of aan het begin van de winter. Met name na drogen heeft dit zwammetje een sterke maggigeur.

### Microscopische kenmerken
Hij heeft een monomitisch hyfensysteem, dus de schimmel vormt alleen generatieve hyfen. De hyfen zijn hyaliene, de septen zijn verbogen. Vier sporen zitten elk op de hyaliene basidia; duidelijke sterigmata ontbreken. De basidiosporen zijn  oker tot lichtbruin van kleur, dikwandig, min of meer bolvormig, glad, inamyloïde en afmetingen: 4,5–10 × 4,5–9 μm. Af en toe vormt de soort conidioforen met breed elliptische conidia.

## Verspreiding
Het beukenkorrelkopje is wijdverspreid op het noordelijk halfrond. Het komt ook voor in Zuid-Amerika en Nieuw-Zeeland. In Nederland komt hij vrij algemeen voor. Het is niet bedreigd en staat niet op de rode lijst.

## Foto's

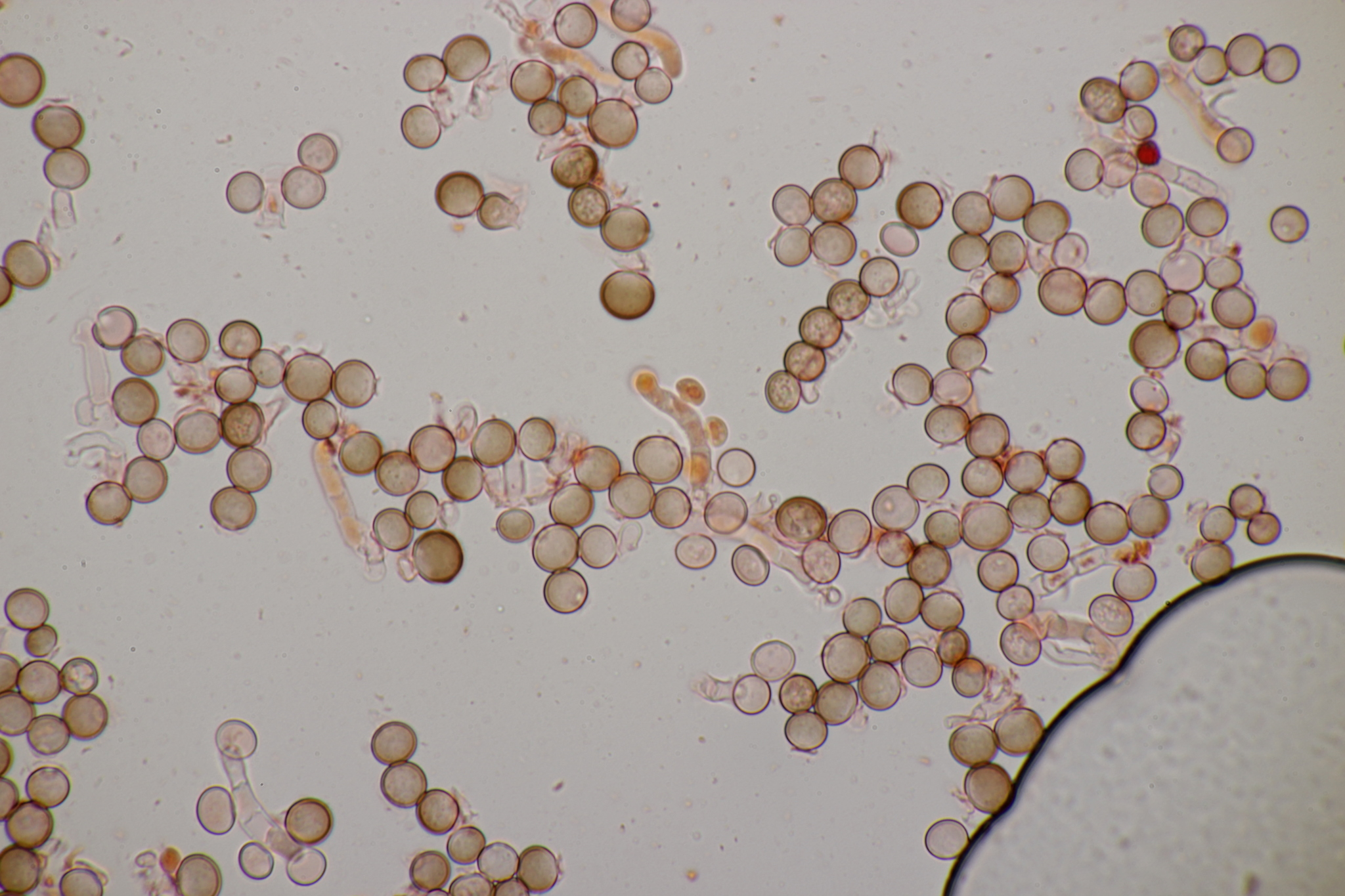
Sporen